# Pombero

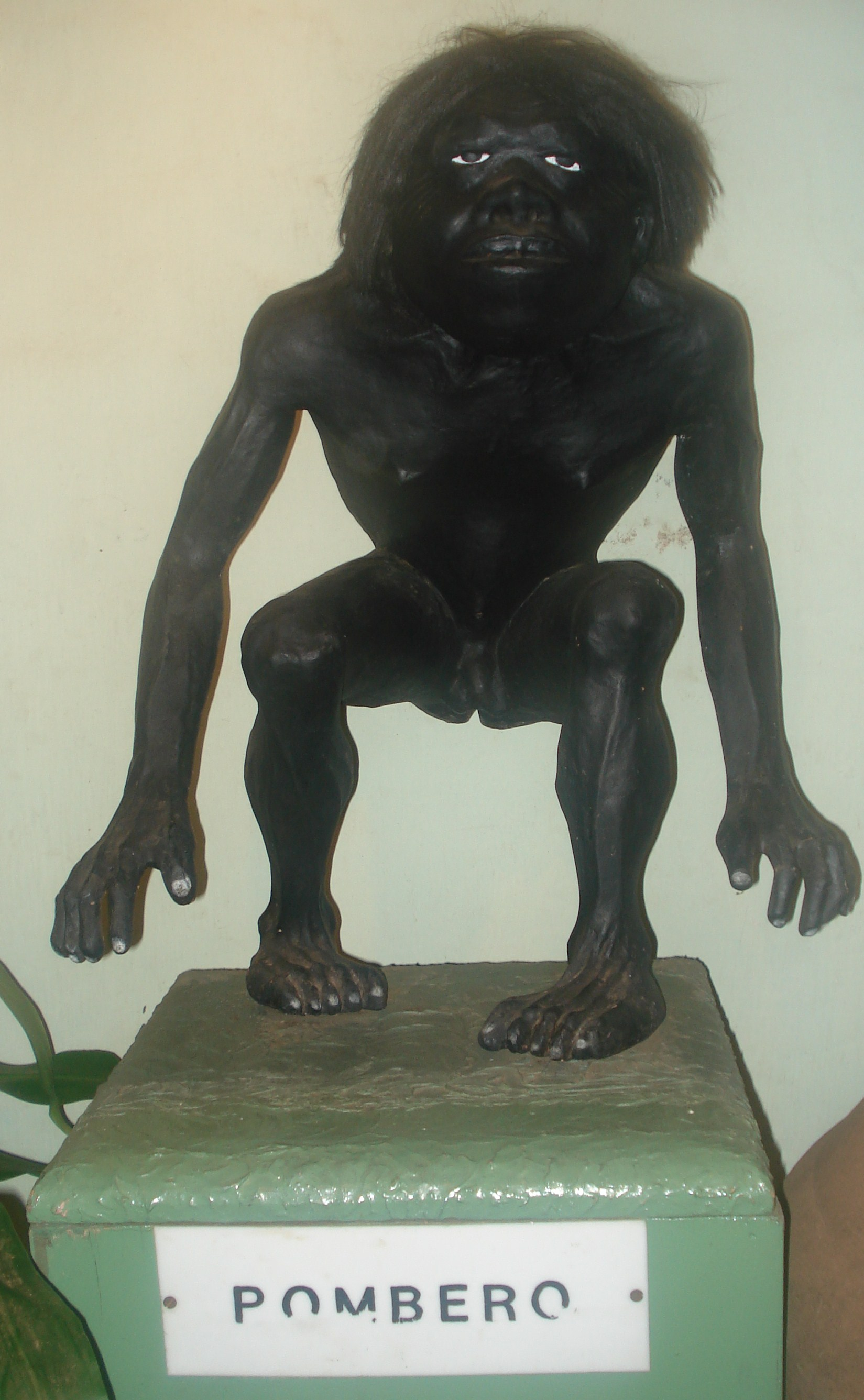
Rekonstrukce pombera v muzeu v Capiatá

Pombero je postava z mytologie jihoamerického národa Guaraníů. 
Domorodci popisují pombera nejčastěji jako ošklivého človíčka s dlouhýma rukama. Má černou pleť a husté ochlupení, obvykle nosí slaměný klobouk a plnovous. Je to noční tvor, který žije v lese a chrání zvěř před nadměrným lovem. Napodobuje hlasy ptáků a dokáže se stát neviditelným. Lidová slovesnost zdůrazňuje jeho zlomyslnost: ničí rolníkům úrodu, unáší děti a svádí ženy, které může přivést do jiného stavu pouhým dotekem. Obyvatelé si ho usmiřují obětinami jako med, tabák nebo pálenka. Když si pombero někoho oblíbí, pomáhá mu s nalezením ztracených věcí.
Jméno bytosti je odvozováno od portugalského příjmení Pombeiro, Gustavo González proto spojuje vznik pověsti s nájezdy otrokářů z Brazílie. Pombero bývá také nazýván Karaí Pyhare (Pán noci) nebo Pÿragué (Chlupatá noha). 
Paraguayská hudební skupina Kchiporros vydala v roce 2008 album Sr. Pombero. 